# 宽萼锦香草
宽萼锦香草（学名：Phyllagathis latisepala）为野牡丹科锦香草属下的一个种。

## 扩展阅读
維基物種上的相關：宽萼锦香草